# APM (게이밍)
APM(영어: Actions Per Minute, 분당 명령 횟수)은 비디오 게임, 특히 실시간 전략 및 격투 게임에서 플레이어가 1분에 수행할 수 있는 총 명령 수를 가리키는 용어이다.
분당 명령은 실시간 전략 게임, 특히 스타크래프트에서 게임 플레이 후 1분 이내에 완료되는 명령 수(유닛 선택, 스킬 사용 등)이다. 높은 APM은 종종 기술과 관련이 있는데, 이는 플레이어가 게임에서 무엇을 해야 하는지 알고 있고 그것을 수행할 수 있는 손재주가 있다는 것을 나타낼 수 있기 때문이다. 스타크래프트에서 플레이어의 APM을 분석하는 소프트웨어가 개발됐다. 초보자는 보통 50 미만의 낮은 APM 수치를 가진다. 한국의 스타크래프트 프로 e스포츠 선수들은 보통 350점 안팎의 평균 APM 점수를 가지고 있지만 치열한 전투 과정에서 450점을 넘기는 경우가 많다. 400개 이상의 평균 APM을 가진 주목할 만한 게이머로는 이제동이 있다. 박성준은 818의 기록적인 APM으로 유명하다. 그러나 대다수의 APM이 이미 주어진 명령의 반복이기 때문에 APM은 항상 기술의 정확한 표시로 간주되지는 않는다.

## 유래
APM이라는 용어는 스타크래프트에서 유래된 것으로, 이스포츠 심판들이 플레이어 자원과 분당 행동을 볼 수 있는 커뮤니티 도구의 개발 이후 대중화되었다. 스타크래프트 II: 자유의 날개 출시 이후 APM을 포함한 많은 메트릭스가 게임의 인터페이스에 내장되어 용어 사용을 더욱 대중화하였으며 게임의 경쟁력을 향상시켰다.